# Le Gros Bill (film)
Le Gros Bill est un  film québécois, en noir et blanc, créé par Jean-Yves Bigras et René Delacroix en 1949. 

## Synopsis
Même si l’exode du début du siècle s’est résorbé, contre l’industrialisation et les mœurs de la vie citadine, une certaine promotion de la vie rurale se poursuit au Québec. Le film offre un portrait idéal du milieu rural traditionnel. Le récit est celui du Gros Bill qui est revenu vivre au Québec après avoir vécu aux États-Unis. La communauté paroissiale où vit le Gros Bill est composée de gens simples et agréables, bons vivants et sans grand problème.

## Fiche technique
- Réalisation : par Jean-Yves Bigras et René Delacroix
- Scénario : Jean Palardy
- Montage : Jean Boisvert
- Image: Jean Bachelet
- Son : Henri Dupuis
- Musique : Maurice Blackburn

## Distribution
- Amanda Alarie : Mme Chouinard
- Juliette Béliveau : La tante Mina
- Paul Berval : Arthur
- Monique Chailler : La bru
- Maurice Gauvin : Alphonse
- Paul Guèvremont : M. Chouinard
- Yves Henry : Le Gros Bill
- Claude Lapointe : Le curé
- Ginette Letondal : Clarina
- Jean-Claude Robillard : Rosaire
- Jeannette Teasdale : Amanda Laforêt
- Nana de Varennes : Mme Vandal

## Culture populaire
Le hockeyeur Jean Béliveau a reçu le surnom « Gros Bill » à cause de ce film.